# Loris Néry
Loris Néry (ur. 5 lutego 1991 w Saint-Étienne) – francuski piłkarz grający na pozycji obrońcy.

## Kariera klubowa
Néry zaczynał swoją karierę w juniorskich zespołach AS Saint-Étienne. 23 sierpnia 2010 podpisał z tym zespołem profesjonalny kontrakt. W 2012 został zawodnikiem Valenciennes FC.
| Sezon   | Klub             | Kraj    | Rozgrywki | Mecze | Bramki |
| ------- | ---------------- | ------- | --------- | ----- | ------ |
| 2010/11 | AS Saint-Étienne | Francja | Ligue 1   | 14    | 0      |
| 2011/12 | AS Saint-Étienne | Francja | Ligue 1   | 9     | 0      |
| 2012/13 | Valenciennes FC  | Francja | Ligue 1   | 21    | 1      |
| 2013/14 | Valenciennes FC  | Francja | Ligue 1   | 19    | 0      |
| 2014/15 | Valenciennes FC  | Francja | Ligue 2   | 16    | 0      |
| 2015/16 | Valenciennes FC  | Francja | Ligue 2   | 23    | 1      |
| 2016/17 | Valenciennes FC  | Francja | Ligue 2   | 32    | 0      |
| 2017/18 | Valenciennes FC  | Francja | Ligue 2   | 21    | 0      |
| 2018/19 | AS Nancy         | Francja | Ligue 2   | 19    | 0      |
| 2019/20 | AS Nancy         | Francja | Ligue 2   |       |        |